# Erik Domaschke
Erik Domaschke (* 11. November 1985 in Leipzig) ist ein deutscher Fußballspieler. Der Torhüter steht beim SV Meppen unter Vertrag.

## Karriere

### Verein
Domaschke spielte bis 2004 in der Jugend des VfB Leipzig. Nach der Insolvenz und der anschließenden Auflösung des Vereins wechselte er zum Stadtrivalen FC Sachsen Leipzig. Als Ersatztorhüter hinter René Twardzik kam er dabei in zwei Jahren nur zu einem Einsatz in der Oberliga NOFV-Süd.
2006 wechselte er für 40.000 Euro zu Bayer 04 Leverkusen. Er rückte zur Saison 2007/08 von der zweiten Mannschaft als dritter Keeper zu den Profis auf, da Hans Jörg Butt den Verein verlassen hatte. Bis Sommer 2009 kam er regelmäßig in der 2. Mannschaft zum Einsatz.
Zur Saison 2009/10 wechselte Domaschke zum Drittligisten SV Wehen Wiesbaden. Sein Drittligadebüt gab er am 23. August 2009 gegen VfB Stuttgart II (5. Spieltag) und fungierte von da ab als Stammtorhüter. In der Saison 2010/11 verlor er diesen Platz an den Wiesbadener Neuzugang Michael Gurski und kam nur in drei Partien zum Einsatz, als Gurski eine Rot-Sperre absitzen musste.
2011 wechselte Domaschke ablösefrei zum KSV Hessen Kassel, wo er sein Debüt am 1. Spieltag der Regionalliga Süd gegen den SC Freiburg II gab, als er von Trainer Christian Hock in die Startelf gestellt wurde.
Zur Saison 2012/13 erhielt Domaschke keinen neuen Vertrag in Kassel und war zunächst bis Anfang Oktober 2012 vereinslos. Er absolvierte schließlich ein Probetraining bei RB Leipzig und wurde dort aufgrund von Verletzungsproblemen auf der Torhüterposition verpflichtet. Er unterschrieb einen Vertrag bis zum Jahresende 2012. Sein Pflichtspieldebüt für RB Leipzig gab er am 13. Oktober 2012 im Sachsenpokal-Achtelfinale gegen die SV Einheit Kamenz. Im Januar 2013 wurde der Vertrag von Domaschke zunächst bis zum Saisonende 2012/13 verlängert, im Laufe der Saison erhielt er dann einen Vertrag bis Juni 2015. In der Regionalliga-Saison 2012/13 bestritt Domaschke zwei Ligaspiele für RB und stieg am Ende der Saison mit der Mannschaft in die 3. Liga auf. Zusätzlich gewann er mit RB Leipzig den Sachsenpokal, wobei er im Achtel- und im Viertelfinale zum Einsatz kam.
In die anschließende Drittligasaison ging Domaschke, zusammen mit Benjamin Bellot, als Ersatztorhüter hinter Fabio Coltorti. Am 17. Spieltag gegen Hansa Rostock zog sich Coltorti früh im Spiel einen Innenbandriss im Knie zu und Domaschke wurde eingewechselt. Er absolvierte neben diesem noch die restlichen vier Spiele bis zur Winterpause. Auch zu Beginn der Rückrunde vertraute Trainer Alexander Zorniger auf ihn. Am 24. Spieltag, seinem insgesamt achten Saisonspiel, zog sich Domaschke während des Spiels beim FC Rot-Weiß Erfurt einen Kahnbeinbruch zu und wurde von Bellot ersetzt. Ohne weiteren Einsatz, erreichte Domaschke am Ende der Saison mit der Mannschaft den zweiten Tabellenplatz und damit den Aufstieg in die 2. Bundesliga. Zur Saison 2015/16 wechselte Domaschke zum FC Rot-Weiß Erfurt in die 3. Liga. Von dort wechselte er zur Saison 2017/18 zum Aufsteiger SV Meppen.

### Nationalmannschaft
2005 absolvierte Domaschke unter dem damaligen U-20-Bundestrainer Michael Skibbe eine Partie in der deutschen U-20-Nationalmannschaft. Bei der Junioren-Weltmeisterschaft 2005 in den Niederlanden fuhr er als dritter Torhüter hinter René Adler und Philipp Tschauner mit zum Turnier.

## Erfolge
- Sachsenpokalsieger: 2005 mit dem FC Sachsen Leipzig
- Aufstieg in die Regionalliga West: 2007/08 mit Bayer Leverkusen II
- Meister der Regionalliga Nordost: 2012/13 mit RB Leipzig
- Meister der Sachsenliga: 2013/14 mit RB Leipzig II
- Aufstieg in die 2. Bundesliga: 2013/14 mit RB Leipzig
- Meister der NOFV-Oberliga Süd: 2014/15 mit RB Leipzig II
- Thüringer Landespokalsieger: 2017 mit dem FC Rot-Weiß Erfurt
- Niedersachsenpokalsieger: 2021 mit dem SV Meppen